# Комори на Светском првенству у атлетици у дворани 2018.
Комори су учествовали на 17. Светском првенству у атлетици у дворани 2018. одржаном у Бирмингему од 1. до 4. марта седми пут. Репрезентацију Комора представљао је један атлетичар, који се такмичио у трци на 60 метара.,
На овом првенству такмичар из Комора није освојио ниједну медаљу нити је остварио неки резултат.

## Учесници
Мушкарци:
- Амбдоул Карим Рифајн — 60 м

## Резултати

### Мушкарци
| Атлетичар            | Дисциплина | Лични рекорд | Квалификација | Квалификација | Полуфинале           | Полуфинале           | Финале               | Финале       | Детаљи |
| Атлетичар            | Дисциплина | Лични рекорд | Резултат      | Место         | Резултат             | Место                | Резултат             | Место        | Детаљи |
| -------------------- | ---------- | ------------ | ------------- | ------------- | -------------------- | -------------------- | -------------------- | ------------ | ------ |
| Амбдоул Карим Рифајн | 60 м       | 6,87         | 6,88 (.873)   | 5. у гр. 5    | Није се квалификовао | Није се квалификовао | Није се квалификовао | 31 / 49 (52) |        |